# Distrito electoral de Beverly (condado de Hitchcock, Nebraska)
Beverly (en inglés: Beverly Precinct) es un distrito electoral ubicado en el condado de Hitchcock en el estado estadounidense de Nebraska. En el Censo de 2010 tenía una población de 36 habitantes y una densidad poblacional de 0,39 personas por km².

## Geografía
Beverly se encuentra ubicado en las coordenadas 40°18′37″N 101°4′5″O / 40.31028, -101.06806. Según la Oficina del Censo de los Estados Unidos, Beverly tiene una superficie total de 93.01 km², de la cual 92.99 km² corresponden a tierra firme y (0.02%) 0.02 km² es agua.

## Demografía
Según el censo de 2010, había 36 personas residiendo en Beverly. La densidad de población era de 0,39 hab./km². De los 36 habitantes, Beverly estaba compuesto por el 97.22% blancos y el 2.78% pertenecían a dos o más razas.